# كوريلسك
كوريلسك (بالروسية: Курильск) هي إحدى مدن روسيا في الكيان الفدرالي الروسي ساخالين أوبلاست.